# Colégio Santa Maria (São Paulo)
O Colégio Santa Maria é uma instituição americana católica fundada em 1948 e sediada na zona sul da cidade de São Paulo, Brasil e vinculada com a Congregação de Santa Cruz. Inicialmente fundado como uma escola exclusivamente feminina, o colégio expandiu sua oferta educacional ao longo dos anos, incluindo cursos culturais, programas para crianças menos favorecidas e uma Pré-Escola.
Localizado no bairro Jardim Marajoara, zona sul de São Paulo, o colégio ocupa um campus de 180 mil m², com cinco prédios projetados por arquitetos renomados como Croce, Aflalo e Gasperini, além de possuir amplas áreas verdes. Reconhecido como uma das principais escolas particulares do Estado de São Paulo, o Colégio Santa Maria oferece ensino infantil, fundamental, médio e supletivo noturno, atendendo cerca de 3.500 alunos e sendo atualmente dirigido pela irmã americana Diane Clay Cundiff.

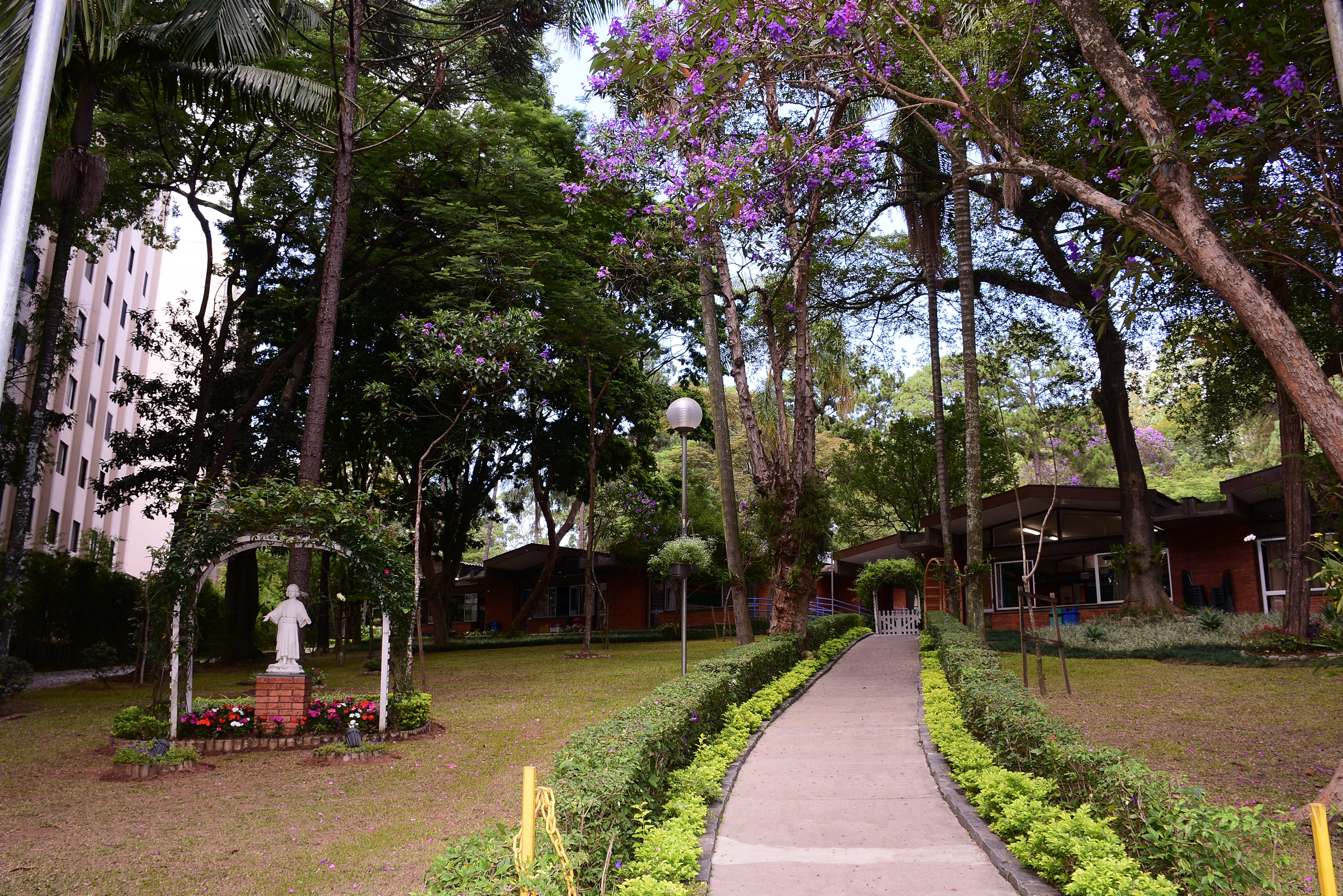
Corredores Arborizados

A instituição adota uma abordagem educativa humanista, adaptada aos diferentes estilos de aprendizagem, enfatizando a aplicação prática do conhecimento para uma compreensão mais profunda. Além disso, busca promover o desenvolvimento integral dos estudantes, incluindo aspectos cognitivos, motores e socioemocionais.

## Portal Caleidoscópio
A Revista Caleidoscópio é uma revista criada pelo colégio para registrar os eventos e conquistas da comunidade escolar ao longo de seus 25 anos de existência. Iniciada como uma revista impressa, ela agora continua seu legado no Portal Caleidoscópio, oferecendo uma visão abrangente e diversificada das atividades educacionais da escola, adaptando-se ao ambiente digital para alcançar um público mais amplo e explorar novas oportunidades de aprendizagem.

## Festa junina
A Festa Junina do Colégio Santa Maria, é um evento anual que envolve alunos de todas as séries e ex-alunos em apresentações de quadrilhas temáticas. As danças têm como objetivo homenagear culturalmente diversos povos ou culturas. Além das apresentações, o evento oferece uma variedade de quitutes tradicionais como pipoca, milho, canjica e quentão, disponíveis em barracas. As crianças podem participar de brincadeiras como pesca, boca do palhaço, chute a gol e arremesso de frango. É reconhecida como uma das mais tradicionais festas juninas de São Paulo, sendo notada pela revista Veja.

## Novo Ensino Médio
O Colégio passou por diversas reformulações quanto a sua proposta para o ensino médio após a aprovação do Novo Ensino Médio, hoje oferece um currículo com oportunidades na prática esportiva, participação em olimpíadas, formação socioemocional além de preparação para o vestibular.
São oferecidos itinerários formativos (atividades que o aluno pode optar por qual fazer) que correspondem a 20% da carga horária, entre as opções de escolha, temos: Arte Urbana; Backstage; Clube de Basquetebol; Clube de Voleibol; Estudo de Cinema; Libras;  Oficina de Escrita Criativa; Oficina de Fotografia; Oficina de Teatro; Juventude ou Juventudes?; Do Congo ao Funk; Espiritualdiades; Jogos Vorazes; Oficina de Relações Internacionais; Internet: Liberdade e Controle; Casa XXI; CASa; Clube de Xadrez; Corpo Humano e Genética; Educação Financeira e Investimentos; Investigação Criminal; Sabores e Moléculas e Vida Vegetal.

## Controvérsias
Em 2023, o Colégio Santa Maria enviou um comunicado aos alunos da 6ª série do ensino fundamental orientando-os a não soltar gases na classe, pois isso atrapalharia o “desenvolvimento das aulas”. De acordo com tal comunicado, alguns alunos estavam “tendo uma postura bastante desrespeitosa com os colegas e com os professores” durante as aulas, "pois estão soltando gases durante as mesmas".
Em nota enviada ao G1, a escola afirmou que alunos de uma das turmas do 6º ano "e não de todas as classes" "estavam soltando pum deliberadamente e com frequência, para desestabilizar o ambiente de sala de aula". Ressaltou ainda que "esta única turma, e não todas, foi orientada sobre a importância de liberar os gases do ponto de vista da saúde, mas que também é possível considerar a coletividade e a maneira mais adequada de agir nessa situação".
Tal acontecimento gerou polêmica entre alunos, pais e professores; visto que ultrapassou os muros da escola e foi noticiado pela grande mídia.